# Maurice Baudat
Maurice Baudat, né le 31 mars 1888 à Lausanne et mort le 23 février 1969 dans la même ville, est une personnalité politique suisse, membre du parti libéral. Il est député du canton de Vaud au Conseil national de 1945 à 1947.

## Biographie
Maurice Baudat naît le 31 mars 1888 à Lausanne, dans le canton de Vaud. Protestant, originaire de Genthod et d'Arnex-sur-Orbe, il est le fils d'Émile Baudat, professeur de grec à l'université, et de Marie-Louise Wild. Il épouse Elisabeth de Haller.
Après des études de droit à Lausanne et à Berlin, il obtient son doctorat en 1911 à Lausanne et son brevet d'avocat en 1914.
Il fonde en 1917 le journal Le Libéral vaudois et est l'initiateur de la Caisse générale d'allocations familiales du canton de Vaud, qu'il préside de 1952 à 1958. Il est en outre président central de Zofingue entre 1909 et 1910 et de la Nouvelle Société helvétique entre 1916 et 1919, dont il est un des membres fondateurs,. En 1937, il est membre du comité de Redressement national, association fondée l'année précédente à Zurich comme bureau de coordination permanent pour les campagnes de votations,.

### Carrière politique
Il est conseiller communal de Lausanne (législatif) entre 1917 et 1937. Président des libéraux lausannois (de 1929 à 1940) et vaudois (de 1941 à 1945), il est le chef de l'opposition radicale-libérale lausannoise durant les années 1930. Député au Grand Conseil vaudois de 1929 à 1945 et de 1949 à 1953, il siège au Conseil national de 1945 à 1947,.